# 欽定授時通考
《欽定授時通考》，為清朝官修的綜合農書典籍，匯輯了歷代農業相關文獻的集大成著作。乾隆二年（1737年）五月，乾隆帝敕命和碩和親王弘晝、大學士鄂爾泰、張廷玉等人主持纂修。乾隆六年（1741年）底成書，共七十八卷；七年（1742年）正月進呈欽定、御製序文後刊行。嘉慶十三年（1808年）六月，嘉慶帝再敕命和碩儀親王永璇、大學士慶桂、董誥、戴衢亨、尚書曹振鏞等人於卷五十二、五十三補編新作耕織圖與御製詩。
乾隆帝即位之初認為，周公以「無逸」為「永年」之本，而所謂無逸即須先知農事的艱難，因此「重農貴粟，治天下之本也」；《管子》、《呂覽》所陳述種植方法的文句古典深奧，與其他篇章不類似，推測古人必有農業專書，諸子才能引述，而早已散佚；漢劉向《七略》將農家獨立為一類，農家書籍也都不存；到清朝時，以賈思勰《齊民要術》為最古老農書但後世文人都不完全理解，更遑論推廣至民間；其後農書著作以元王禎《農書》、明徐光啟《農政全書》最著名，卻也有許多疏漏。於是乾隆帝取《尚書》〈堯典〉「授時」義涵，特詔編纂此書，詳考舊章政典，以求對於實用有所裨益，「見軫念民依之至意」。
《欽定授時通考》主要分為八門：〈天時〉，分四子目，述明農家四季耕耘收穫的節氣；〈土宜〉分六子目，論述地勢高下、土壤燥濕、田制水利；〈穀種〉分九子目，分別記載各種作物的性質；〈功作〉分十子目，記述耕作人力、生產工具與操作，收錄《泰西水法》而為全書之重要部分；〈勸課〉分九子目，記各朝代重農政策相關政令；〈蓄聚〉分四子目，記載歷代的常平倉、社倉、義倉等各種儲糧備荒的機制；〈農餘〉分五子目，記述種植蔬果、林木等各經濟作物及畜牧之事；〈蠶桑〉分十子目，論述養蠶、繅絲、紡織。
全書採納各朝經、史、子、集書籍中有關農事的文獻記載553種，選錄資料3575條，配繪插圖512幅，達九十八萬字，旁徵博引，內容宏大豐富。〈天時〉門以「總論」為開始，其餘七門各以「彙考」為開頭，而隨書中各類引錄相關詔書、上諭、御製詩文。日本學者天野元之助將《欽定授時通考》與《齊民要術》、《農桑輯要》、《王禎農書》、《農政全書》並列稱為「中國五大古農書」。

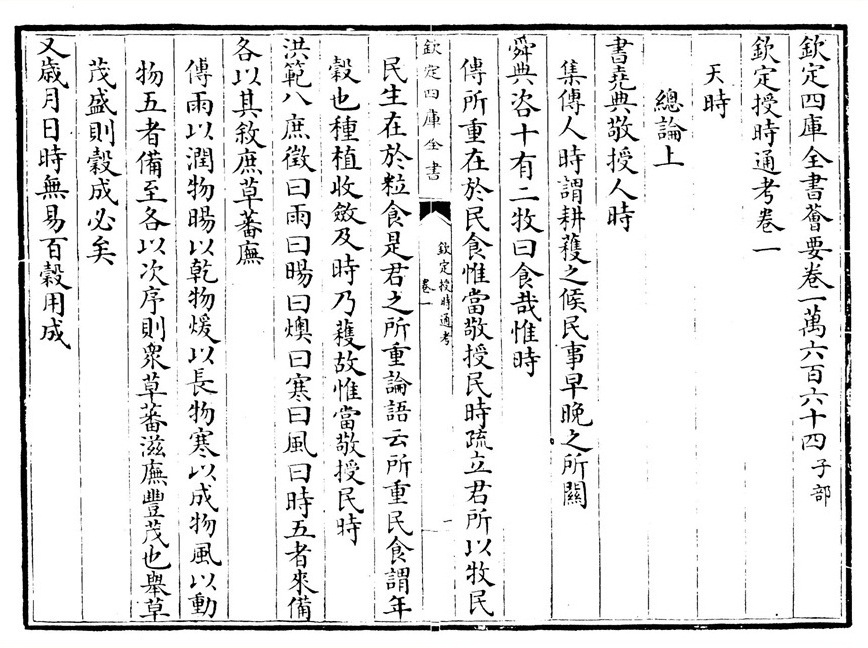
四庫薈要本《欽定授時通考》卷一·總論上

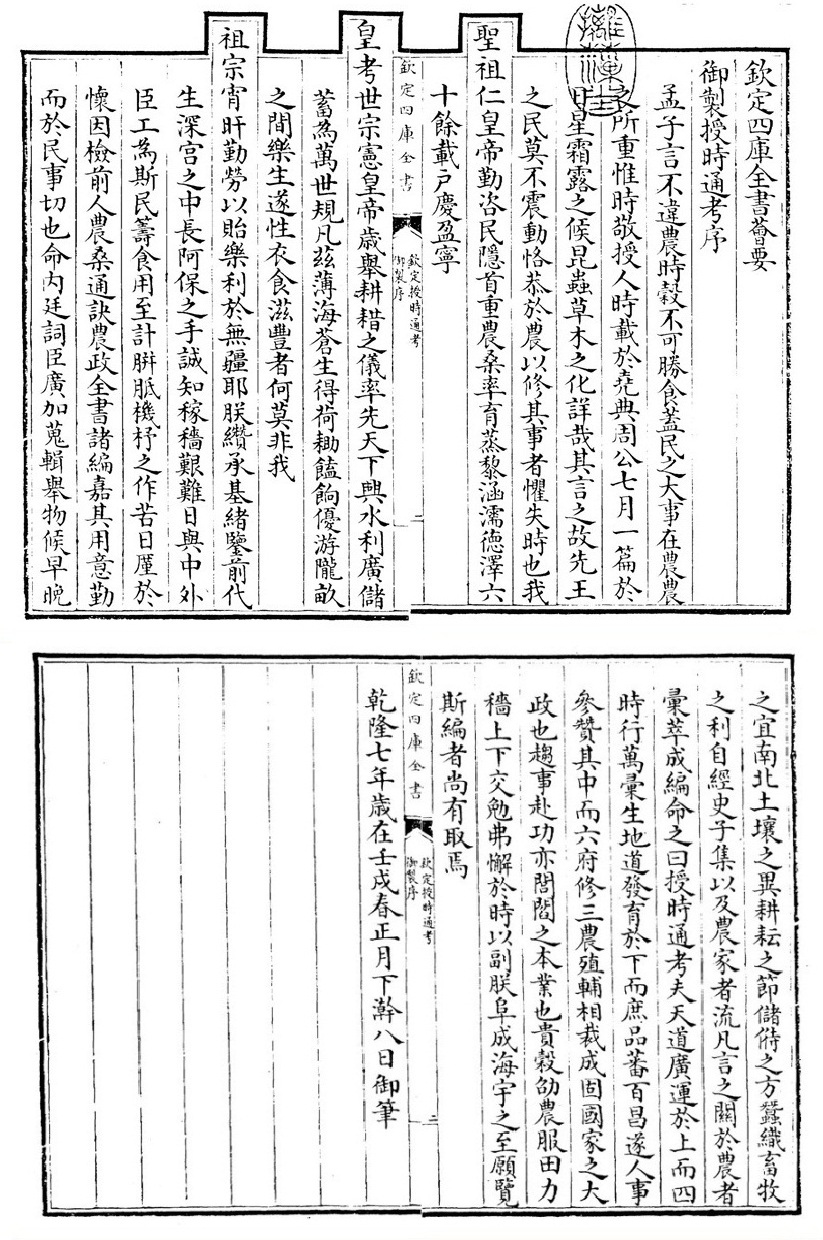
御製序文

## 參與編纂人員
《欽定授時通考》卷首·乾隆六年十一月二十九日〈奉旨開列經理諸臣銜名〉詳列姓名與官銜。
- 監理：弘晝
- 總裁：鄂爾泰、張廷玉
- 南書房纂修：蔣溥、梁詩正、汪由敦、彭啟豐、張若靄、介福、嵇璜、金德瑛、秦蕙田、莊有恭
- 武英殿纂修：張照、許希孔、勵宗萬、陳浩、呂熾、朱良裘、董邦達、夏廷芝、張映斗、陸嘉穎、唐進賢、吳泰、萬松齡、吳紱、馮祁、沈廷芳
- 校對：田志勤、郭肇鐄、王祖庚、費應泰、盧明楷、徐顯烈、龔世楫、王男、王積光、曾尚渭、李長發、鄧獻章、方廷棟
- 監造：雅爾岱、永保、永忠、三格、李保、鄭桑格、李延偉、虎什泰

## 參與續編人員
《欽定授時通考》卷首·嘉慶十三年六月初十日〈奉旨續辦耕織圖諸臣銜名〉詳列姓名與官銜。
- 監理：永璇、慶桂
- 總裁：董誥、戴衢亨、曹振鏞
- 副總裁：潘世恩、英和、覺羅桂芳、秀寧、周兆基、陳希曾
- 提調官：繼昌、席煜
- 總閱官：文寧
- 署纂校官：徐松、孫爾準
- 監造：長申、克蒙額、永清、經文、敏謙、和興、善元、光裕

## 格式
- 四部類目：子部，農家類，總論之屬。
- 現存版本：乾隆武英殿刊嘉慶十三年補刊耕織圖本、乾隆間文淵閣四庫全書寫本、四庫全書薈要寫本、清末江西書局修補印乾隆九年江西巡撫署刊本、道光六年江西布政使司刊本、光緒二十八年富文書局石印本。
- 卷數：七十八卷。
- 函數：四函。
- 冊數：二十四冊（武英殿刊本、江西書局刊本）、三十二冊（文淵閣四庫全書）、四十冊（四庫全書薈要寫本）。
- 裝訂：線裝。
- 避諱：「弘、弦」缺末筆。
- 版面：
  - 乾隆武英殿刊嘉慶十三年補刊耕織圖本：每頁面十一行，每行二十一字。若用小字則雙行，字數相同。行格四周雙欄，板心花口、單魚尾，中縫上記書名「日講禮記解義」卷次，下為頁次。有收藏印「乾隆宸翰」朱方、「惟精惟一」白方。
  - 乾隆四十二年摛藻堂四庫全書薈要寫本：每頁面八行，每行二十一字。若用小字則雙行，字數相同。行格四周雙邊烏絲欄，板心花口、單魚尾，中縫上記「欽定四庫全書」，中記「欽定授時通考」及頁次、左為卷次。